# Alfonsiella brongersmai
Alfonsiella brongersmai är en stekelart som beskrevs av Wiebes 1972. Alfonsiella brongersmai ingår i släktet Alfonsiella och familjen fikonsteklar.
Artens utbredningsområde är Kenya. Inga underarter finns listade i Catalogue of Life.